# Чемпионат России по дзюдо 2011
20-й чемпионат России по дзюдо проходил в Казани с 31 августа по 4 сентября 2011 года.

## Медалисты

### Мужчины
| Категория                   | Золото                             | Серебро                               | Бронза                                                                  |
| --------------------------- | ---------------------------------- | ------------------------------------- | ----------------------------------------------------------------------- |
| Наилегчайший вес (до 60 кг) | Евгений Кудяков Санкт-Петербург    | Сергей Кртян Москва                   | Джейхун Эйюбов Дагестан Ай-Херел Балчакпан Тыва                         |
| Полулёгкий вес (до 66 кг)   | Якуб Шамилов Чечня                 | Дмитрий Туко Челябинская область      | Армен Авагян Краснодарский край Денис Павлов Москва                     |
| Лёгкий вес (до 73 кг)       | Егор Рыбин Москва                  | Станислав Скрябин Кемеровская область | Чингисхан Теркакиев Курская область Никита Хоментовский Санкт-Петербург |
| Полусредний вес (до 81 кг)  | Михаил Казыдуб Кемеровская область | Алексей Фетисов Московская область    | Александр Ульяхов Москва Илья Кокович Москва                            |
| Средний вес (до 90 кг)      | Юрий Панасенков Брянск             | Мурат Гасиев Северная Осетия          | Теймураз Бакарадзе Москва Григорий Сулемин Иркутская область            |
| Полутяжёлый вес (до 100 кг) | Асхаб Костоев Челябинская область  | Вячеслав Михайлин Москва              | Адлан Бисултанов Чечня Давид Битиев Северная Осетия                     |
| Тяжёлый вес (свыше 100 кг)  | Аслан Камбиев Кабардино-Балкария   | Сослан Бостанов Челябинская область   | Арсений Волощук Тюменская область Магомед Нажмудинов Москва             |
| Абсолютная категория        | Рустам Арсланов Башкортостан       | Арсен Омаров Дагестан                 | Али Эльдиев Чечня Сергей Кесаев Северная Осетия                         |

### Женщины
| Категория                   | Золото                                | Серебро                                  | Бронза                                                                  |
| --------------------------- | ------------------------------------- | ---------------------------------------- | ----------------------------------------------------------------------- |
| Наилегчайший вес (до 48 кг) | Рада Абдрахманова Челябинская область | Елена Галкина Кемеровская область        | Камила Магомедова Дагестан Наталья Кондратьева Московская область       |
| Полулёгкий вес (до 52 кг)   | Анна Гребенникова Московская область  | Екатерина Буравцева Санкт-Петербург      | Луиза Харченко Чечня Анна Харитонова Москва                             |
| Лёгкий вес (до 57 кг)       | Ирина Заблудина Московская область    | Екатерина Мельникова Саратовская область | Юлия Рыжова Москва Лариса Черепанова Марий Эл                           |
| Полусредний вес (до 63 кг)  | Ирина Громова Алтайский край          | Алина Пухова Челябинская область         | Анастасия Белоиванова Москва Арина Пчелинцева Москва                    |
| Средний вес (до 70 кг)      | Ирина Газиева Санкт-Петербург         | Ирина Сордия Красноярский край           | Ольга Артошина Красноярский край Дарья Давыдова Тюменская область       |
| Полутяжёлый вес (до 78 кг)  | Вера Москалюк ХМАО                    | Флора Мхитарян ХМАО                      | Татьяна Зырянова Тюменская область Ксения Чибисова Свердловская область |
| Тяжёлый вес (свыше 78 кг)   | Елена Иващенко Тюменская область      | Екатерина Шереметова Красноярский край   | Мария Шекерова Татарстан Наталья Соколова Красноярский край             |
| Абсолютная категория        | Наталья Казанцева Тюменская область   | Анаид Мхитарян ХМАО                      | Мария Шекерова Татарстан Наталья Соколова Красноярский край             |

## Командные соревнования
1. Санкт-Петербург
2. Уральский федеральный округ
3. Москва, Приволжский федеральный округ